# Rock Band
Rock Band é uma série popular de videogames de gênero musical, publicado pela Electronic Arts e desenvolvido pela empresa Harmonix Music Systems quando ela deixou de desenvolver a série Guitar Hero, em parceria com a MTV Games.
A série ficou conhecida por ter sido a primeira do estilo jogo musical que permitia o uso de guitarra, baixo, bateria e microfone, podendo ser jogado em até 4 jogadores.

## História

### Antes deRock Band

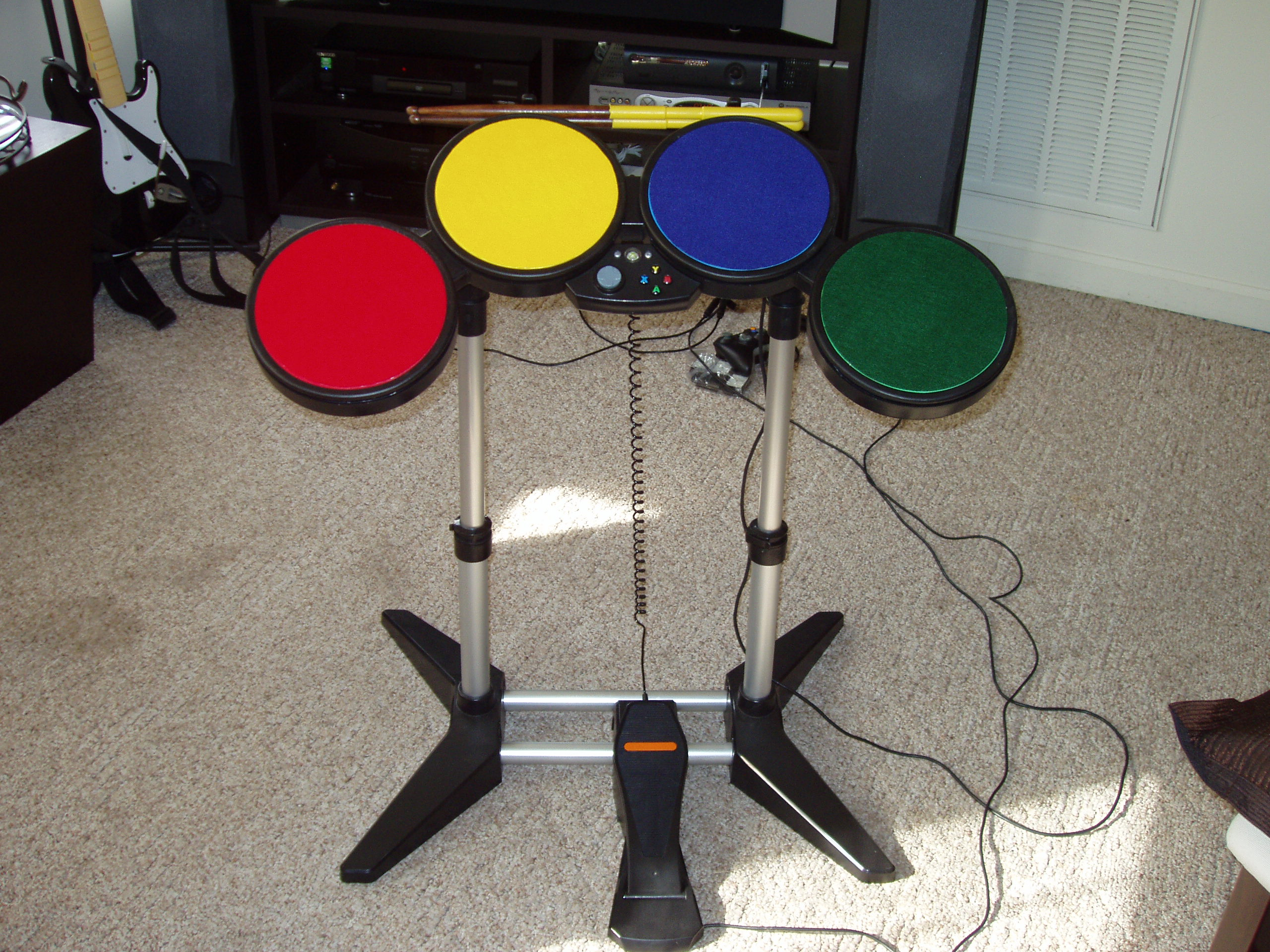
Bateria do jogo.

A Harmonix já possuia conhecimento em jogos musicais, tendo lançado os títulos Frequency, Amplitude e a série Karaoke Revolution, quando se juntou à RedOctane para o lançamento da série Guitar Hero. A parceria perdurou por três títulos (Guitar Hero, Guitar Hero II e Guitar Hero Encore: Rocks the 80s). Porém em 2007 a Harmonix foi adquirida pela MTV Games enquanto a RedOctane foi adquirida pela Activision. Com isso, a franquia Guitar Hero passou a pertencer à RedOctane e a Harmonix resolveu desenvolver uma nova série.

### A série
O primeiro jogo lançado da série foi Rock Band, lançado em 2007. O jogo se diferenciava dos jogos anteriores da Harmonix pela possibilidade de se tocar instrumentos diferentes de guitarras e baixos, com  a introdução de uma bateria e de um microfone.

## Jogos lançados
| Ano                   | Título                             | Plataformas | Plataformas | Plataformas | Plataformas | Plataformas | Plataformas | Plataformas | Plataformas | Plataformas | Plataformas |
| Ano                   | Título                             | PS2         | PS3         | PS4         | 360         | XBO         | Wii         | PSP         | NDS         | Mobie       | iOS         |
| --------------------- | ---------------------------------- | ----------- | ----------- | ----------- | ----------- | ----------- | ----------- | ----------- | ----------- | ----------- | ----------- |
| Jogos principais      |                                    |             |             |             |             |             |             |             |             |             |             |
| 2007                  | Rock Band                          | Sim         | Sim         | Não         | Sim         | Não         | Sim         | Não         | Não         | Não         | Não         |
| 2008                  | Rock Band 2                        | Sim         | Sim         | Não         | Sim         | Não         | Sim         | Não         | Não         | Não         | Não         |
| 2010                  | Rock Band 3                        | Não         | Sim         | Não         | Sim         | Não         | Sim         | Não         | Sim         | Não         | Não         |
| 2015                  | Rock Band 4                        | Não         | Não         | Sim         | Não         | Sim         | Não         | Não         | Não         | Não         | Não         |
| Spin-offs             |                                    |             |             |             |             |             |             |             |             |             |             |
| 2009                  | The Beatles: Rock Band             | Não         | Sim         | Não         | Sim         | Não         | Sim         | Não         | Não         | Não         | Não         |
| 2009                  | Lego Rock Band                     | Não         | Sim         | Não         | Sim         | Não         | Sim         | Não         | Sim         | Não         | Não         |
| 2010                  | Green Day: Rock Band               | Não         | Sim         | Não         | Sim         | Não         | Sim         | Não         | Não         | Não         | Não         |
| 2012                  | Rock Band Blitz                    | Não         | Sim         | Não         | Sim         | Não         | Não         | Não         | Não         | Não         | Não         |
| Portable Games        |                                    |             |             |             |             |             |             |             |             |             |             |
| 2009                  | Rock Band Unplugged                | Não         | Não         | Não         | Não         | Não         | Não         | Sim         | Não         | Não         | Não         |
| 2009                  | Rock Band Mobile                   | Não         | Não         | Não         | Sim         | Não         | Sim         | Não         | Não         | Sim         | Não         |
| 2009                  | Rock Band (iOS)                    | Não         | Não         | Não         | Sim         | Não         | Sim         | Não         | Não         | Não         | Sim         |
| 2010                  | Rock Band Reloaded                 | Não         | Não         | Não         | Não         | Não         | Sim         | Não         | Não         | Sim         | Sim         |
| Rock Band Track Packs |                                    |             |             |             |             |             |             |             |             |             |             |
| 2008                  | Rock Band: Track Pack Volume 1     | Sim         | Não         | Não         | Não         | Não         | Sim         | Não         | Não         | Não         | Não         |
| 2008                  | AC/DC Live: Rock Band Track Pack   | Sim         | Sim         | Não         | Sim         | Não         | Sim         | Não         | Não         | Não         | Não         |
| 2008                  | Rock Band: Track Pack Volume 2     | Sim         | Sim         | Não         | Sim         | Não         | Sim         | Não         | Não         | Não         | Não         |
| 2009                  | Rock Band: Track Pack Classic Rock | Sim         | Sim         | Não         | Sim         | Não         | Sim         | Não         | Não         | Não         | Não         |
| 2009                  | Rock Band: Track Pack Country      | Sim         | Sim         | Não         | Sim         | Não         | Sim         | Não         | Não         | Não         | Não         |
| 2009                  | Rock Band: Track Pack Metal        | Sim         | Sim         | Não         | Sim         | Não         | Sim         | Não         | Não         | Não         | Não         |
| 2011                  | Rock Band: Track Pack Country 2    | Não         | Sim         | Não         | Sim         | Não         | Sim         | Não         | Não         | Não         | Não         |